# خام دبي
خام دبي (يعرف رسمياً باسم خام الفاتح نسبة إلى محطة الفاتح التي يتم عبرها تحميل نفط دبي) هو مزيج نفطي متوسط وحمضي يستخرج من دبي ويعد من المعايير القياسية المستخدمة في تحديد سعر النفط، خاصة أنه يتميز بسرعة وصوله إلى الأسواق العالمية مقارنة مع باقي المزائج النفطية المستخرجة من الخليج العربي. يستخدم خام دبي أساساً مرجعياً للإمدادات الآسيوية.
وفق مقياس الكثافة النوعية حسب معهد النفط الأمريكي (API gravity) فإن لخام دبي قيمة تبلغ 31 درجة، ويبلغ محتواه من الكبريت 2% وزناً.